# Troyerstein
Troyerstein (též Trojerov) je původním loveckým zámečkem ležícím v centru původní obce, dnes místní části města Vyškov Rychtářově. Zámek je patrovou stavbou, která je veřejnosti nepřístupná jelikož se zde nachází obecní byty. Stavba má cenný vstupní portál zdobený erbem stavebníka a jelení hlavou.

## Historie
Lovecký zámeček nechal postavit na vyškovském panství olomoucký biskup Ferdinand Julius Troyer z Troyersteinu v roce 1755, po němž byl také pojmenován. Na přelomu 18. a 19. století byla upravena vstupní brána i celý objekt. V průběhu 20. století zámeček sloužil, jako sídlo lesní správy Vojenských lesů a statků.

## Galerie

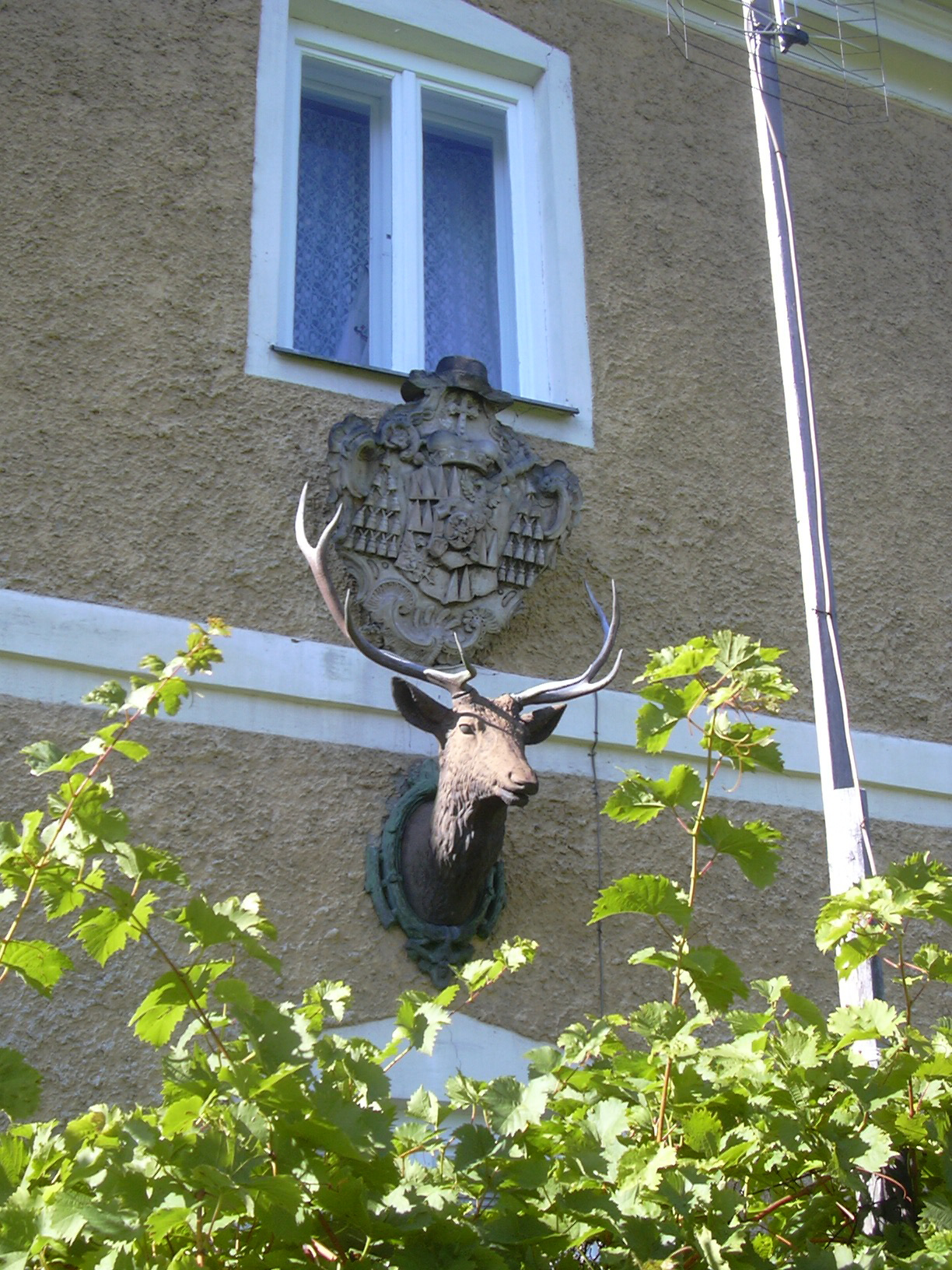
Erb biskupa Ferdinanda Julia Troyera z Troyersteina
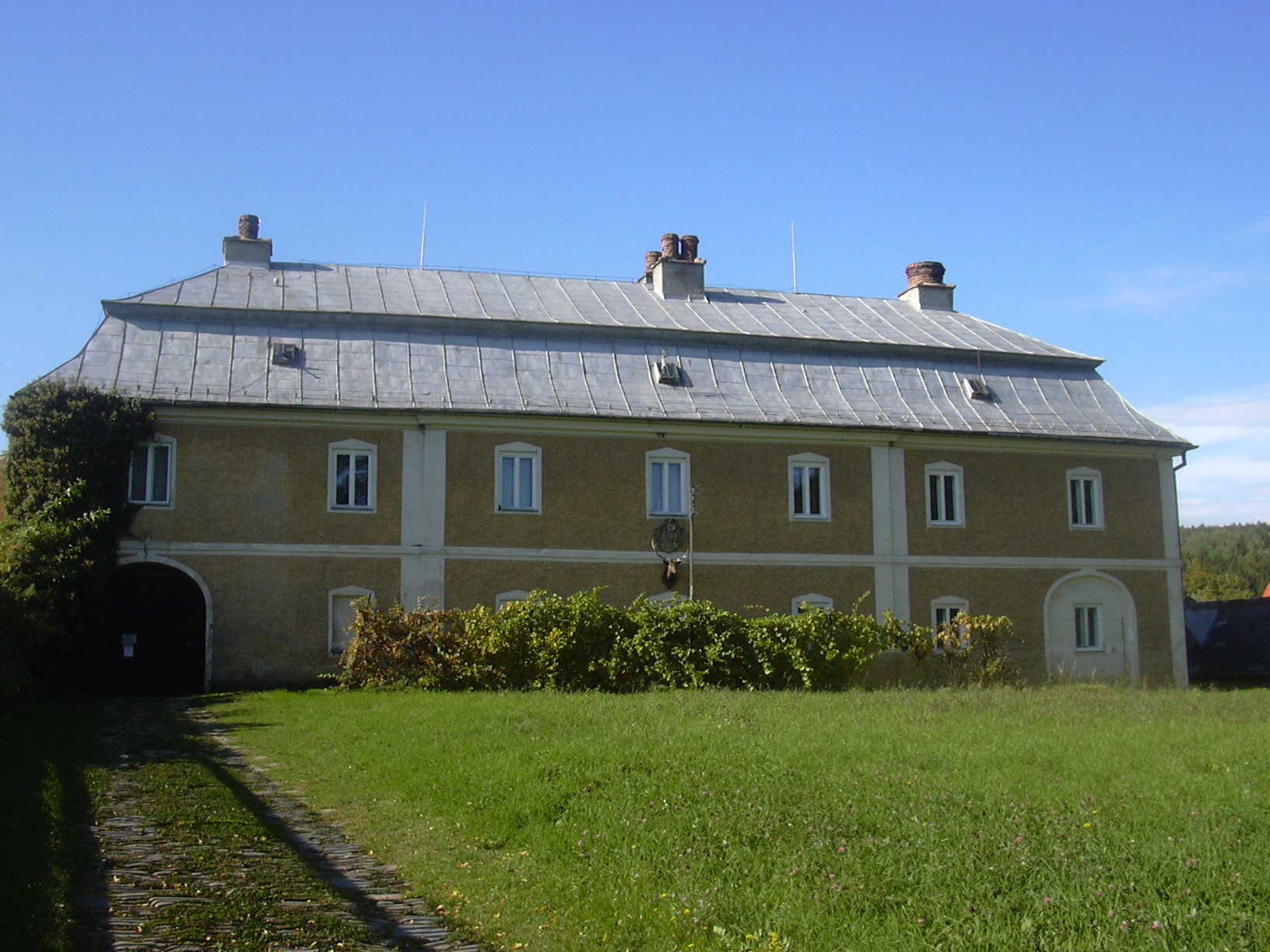
Pohled na hlavní budovu
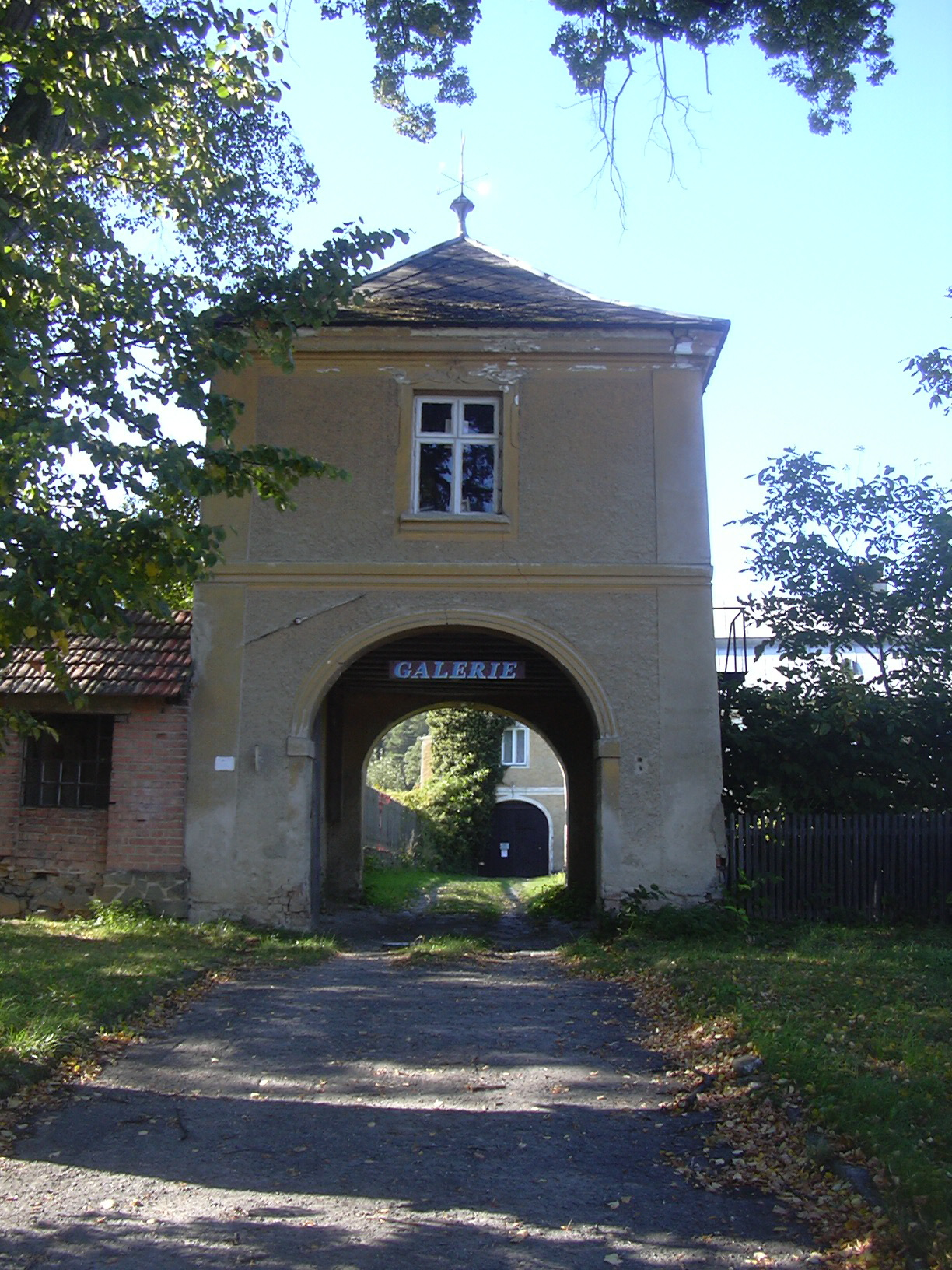
Vstupní brána zámečku